# Vangíons
Els vangíons o vangíones (en llatí Vangiones, en grec antic Οὐαγγίονες) eren un poble germànic esmentat per Juli Cèsar. Cèsar diu que hi havia vangíons a l'exèrcit d'Ariovist al que va derrotar, però la seva expressió sembla indicar que hi havia germànics establerts a la Gàl·lia.
Plini el Vell i Tàcit també diuen que eren germànics que havien passat a la riba esquerra del Rin, on els situa Claudi Ptolemeu, que comet un error al situar els nèmetes al nord dels vangíons, ja que els tribocs estaven situats al sud dels vangíons i més al sud hi havia els nèmetes. Durant la revolta dels bataus dirigida per Civilis, Juli Tutor va reforçar als trèvers amb grups de vangíons, ceracates i tribocs
El territori dels vangíons tenia per capital Borbetomagus (Worms) i abans havia pertanyut als mediomàtrics.